# Ragnar Hvidsten
Ragnar Hvidsten (Sandar, 1926. december 13. – Sandefjord, 2016. szeptember 21.) válogatott norvég labdarúgó, csatár.

## Pályafutása

### Klubcsapatban
Az IL Runar csapatában kezdte a labdarúgást. 1949 és 1952 között a Sandefjord BK, 1952-53-ban a Skeid Fotball, 1953 és 1959 között ismét a Sandefjord játékosa volt. 1955-ben kölcsönben szerepelt az angol Hendon FC-ben.

### A válogatottban
1950 és 1955 között 21 alkalommal szerepelt a norvég válogatottban és két gólt szerzett. Tagja volt az 1952-es helsinki olimpián részt vevő válogatottnak.